# Alburnus leobergi
 Alburnus leobergi és una espècie de peix cipriniforme de la família dels ciprínids.

## Morfologia
Els mascles poden assolir els 40,3 cm de longitud total.

## Distribució geogràfica
Es troba a la conca del Mar d'Azov (Rússia i Ucraïna).